# Chrysoperla renoni
Chrysoperla renoni är en insektsart som först beskrevs av Marc Lacroix 1933.  Chrysoperla renoni ingår i släktet Chrysoperla och familjen guldögonsländor. Inga underarter finns listade i Catalogue of Life.